# Seyitmahmut, Gerger
Seyitmahmut là một xã thuộc huyện Gerger, tỉnh Adıyaman, Thổ Nhĩ Kỳ. Dân số thời điểm năm 2011 là 486 người.